# Serviço (evangelicalismo)
No cristianismo evangélico, um serviço (também reunião ou encontro) é um evento em que os crentes se reúnem para realizar adoração e receber um ensinamento (sermão) baseado na Bíblia. Pode acontecer com a igreja e com a família. As reuniões podem ser realizadas durante a semana, mas o domingo ("serviço dominical") tem conotação especial.

## Origem

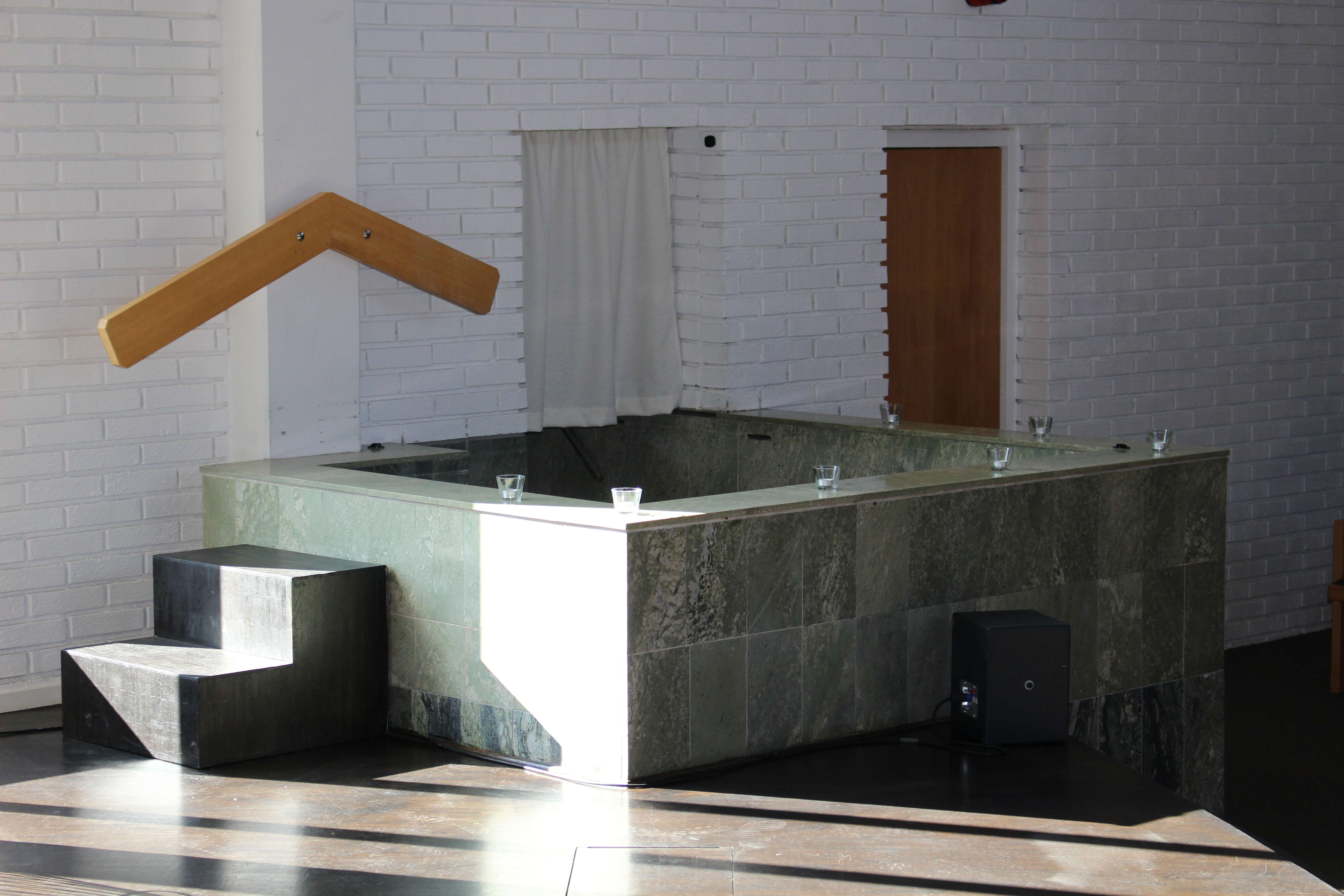
Batistério na Igreja Pentecostal de Västerås, na Suécia, 2018.

A adoração é uma prática da vida cristã que tem suas origens no culto judaico. Jesus Cristo e Paulo de Tarso ensinaram uma nova forma de adoração. Nas Escrituras, Jesus é descrito como o encontro com os seus discípulos para compartilhar lições e discutir temas, orando e cantando hinos; nos Atos dos Apóstolos, afirma-se que os primeiros cristãos também tinham esse hábito. Nos Primeira Epístola aos Coríntios, Paulo de Tarso disse que os principais componentes do serviço cristão ou seja, louvor, o sermão, o ofertas o Santa Ceia.

## Forma

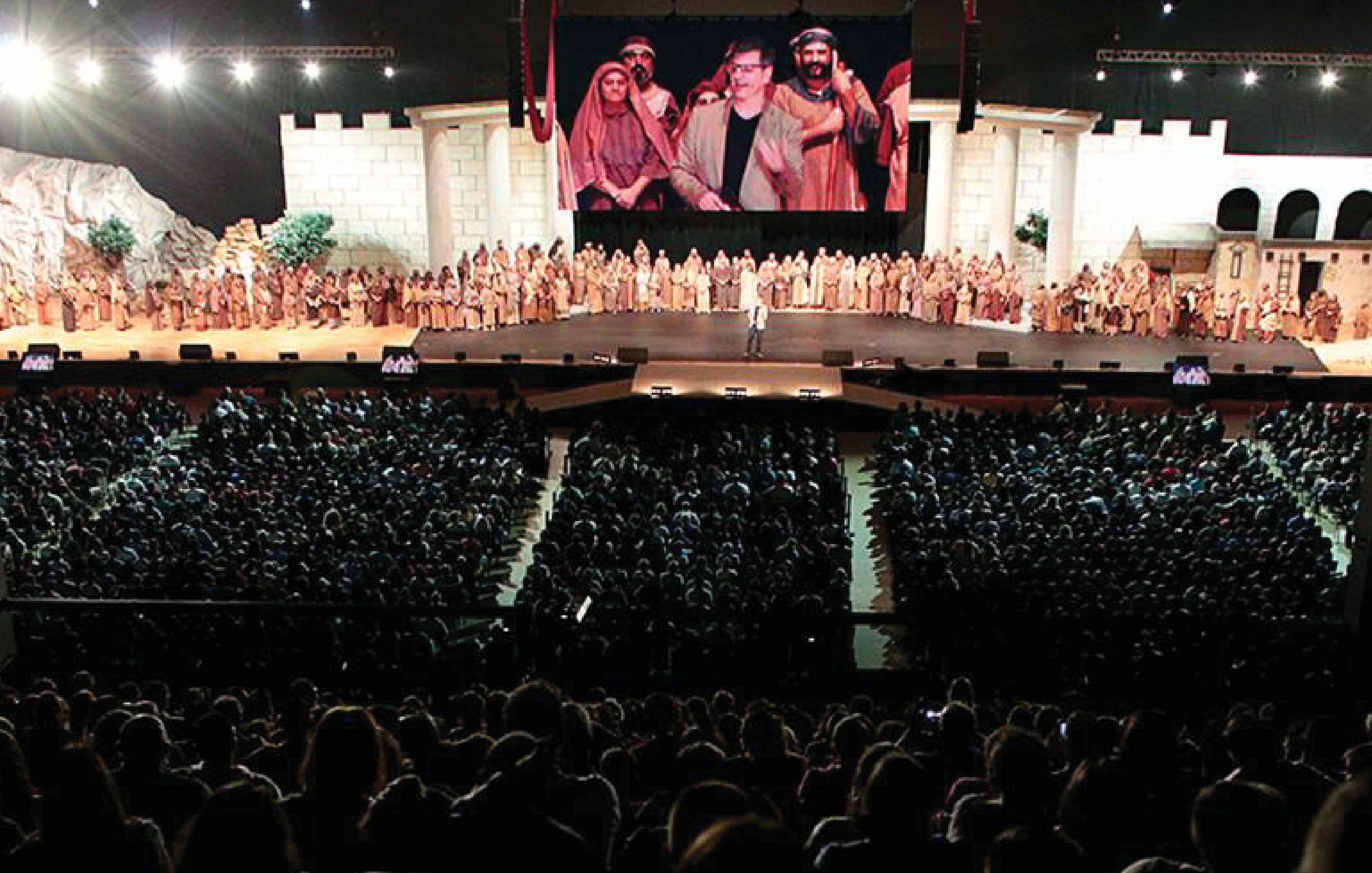
Mostra sobre a vida de Jesus em Igreja da Cidade em São José dos Campos, afiliada com a Convenção Batista Brasileira, 2017.

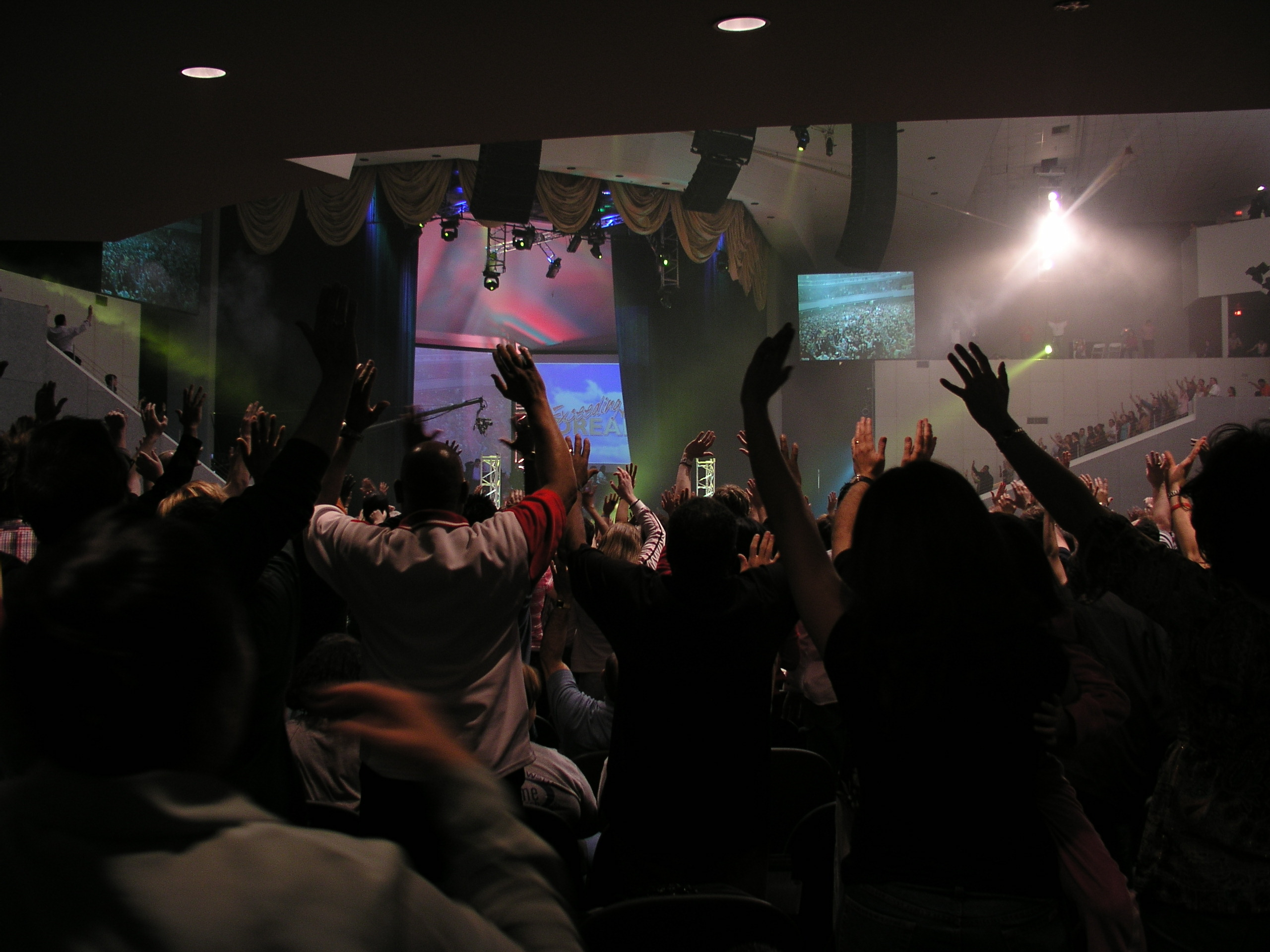
Serviço em Dream City Church em Phoenix, Estados Unidos, afiliada com as Assembleias de Deus, 2007.

Nas igrejas evangélicas, o serviço é visto como um ato da adoração de Deus. Não há liturgia e a concepção do serviço de adoração é mais informal. Normalmente é dirigido por um pastor cristão. Geralmente contém duas partes principais, o louvor (música cristã) e o sermão, e periodicamente a Santa Ceia.
 Durante o serviço, geralmente existe uma creche para bebês. Crianças e adolescentes recebem educação adequada, escola dominical, em uma sala separada.
Com o movimento carismático na década de 1960, várias denominações evangélicas adotaram novas práticas de adoração, como bater palmas e levantar as mãos.
Nos anos 1980 e 1990, música cristã contemporânea, incluindo uma grande variedade de estilos musicais, como o rock cristão e hip hop cristão já apareceu em louvor.
Nos anos de 2000 e 2010, as tecnologias digitais foram integradas em serviços, como projetor de vídeo para transmitir letras de louvor ou vídeo, em telas grandes. O uso de mídias sociais como YouTube e Facebook, para transmitir o serviço de Internet ao vivo ou atrasada, também se espalharam. Ofertas via Internet tornaram-se uma prática comum em muitas igrejas.
Em algumas igrejas, um momento especial é reservado para curas pela fé com imposição de mãos durante serviços. A cura pela fé ou cura divina é considerada um legado de Jesus adquirido por sua morte e ressurreição.
Os principais festividades cristãs celebradas pelos evangélicos são Natal, Pentecostes (pela maioria das denominações evangélicas) e Páscoa para todos os crentes.

### Lugares de culto

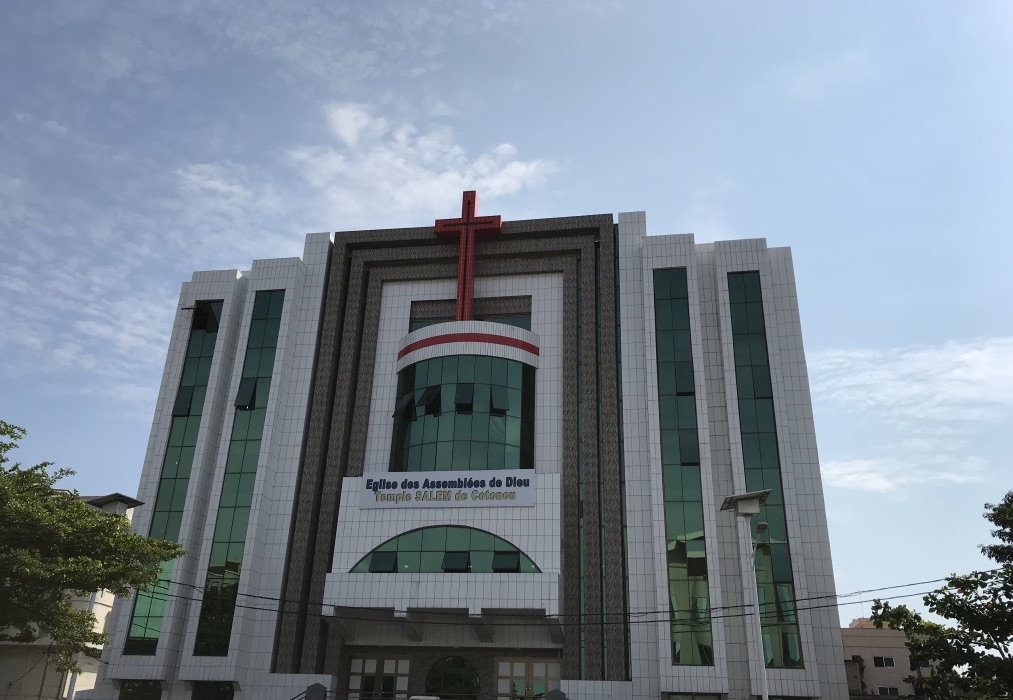
Templo Salem de Cotonu, em Benin, afiliado com as Assembleias de Deus, 2018.

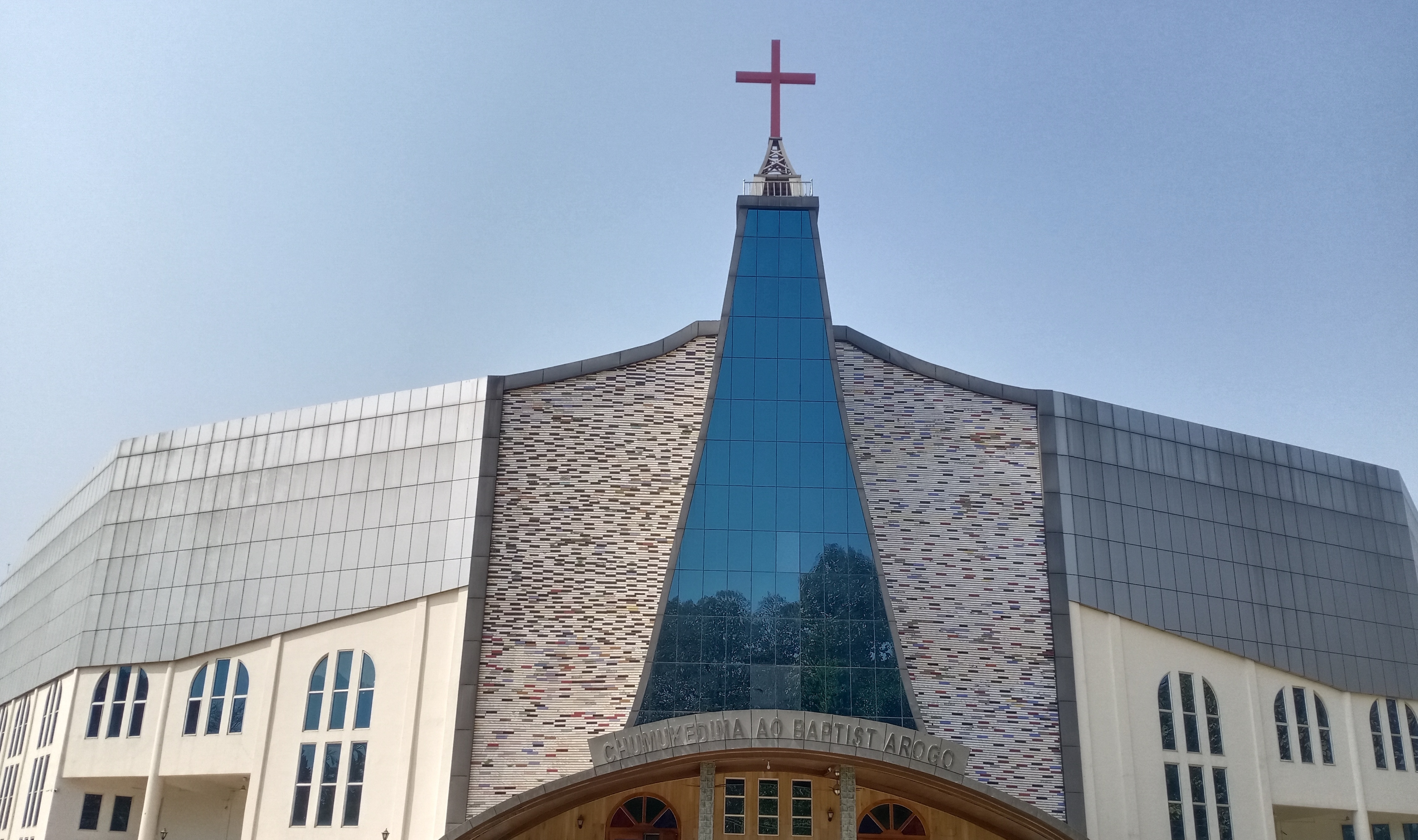
Edifício da Igreja Batista em Chumukedima, Kohima, afiliada ao Conselho da Igreja Batista de Nagaland (Índia).

Locais de culto são geralmente chamados de "templos" ou simplesmente "edifício (de igreja)". Em algumas megaigrejas, a palavra "campus" é usada algumas vezes. A arquitetura dos locais de culto é caracterizada principalmente por sua sobriedade. A cruz latina é um dos únicos símbolos espirituais que geralmente podem ser vistos na construção de uma igreja evangélica e que identifica o pertencimento do lugar.
Alguns serviços ocorrem em teatros, escolas ou salas polivalentes, alugadas apenas para o domingo. Por causa de sua compreensão do segundo dos Dez Mandamentos, os evangélicos não têm representações materiais religiosas como estatutos, ícones ou pinturas em seus locais de culto. Geralmente há um batistério no palco do auditório (também chamado santuário) ou em uma sala separada, para batismos por imersão.

## Igrejas de casa
Em alguns países do mundo em que não há liberdade de culto, devido a diversos motivos, como o conservadorismo russo, o modelo socialista chinês ou a interpretação indevida da xaria, existem inibições governamentais que tornam a simples realização de um serviço algo complexo e até mesmo impossível. Por causa da perseguição aos cristãos, as igrejas domésticas evangélicas desenvolveram diversas técnicas para driblar tais inibições legais. Por exemplo, existem movimentos evangélicos de igrejas domésticas chinesas. As reuniões acontecem em casas particulares, em segredo e na "ilegalidade".

## Megaigrejas

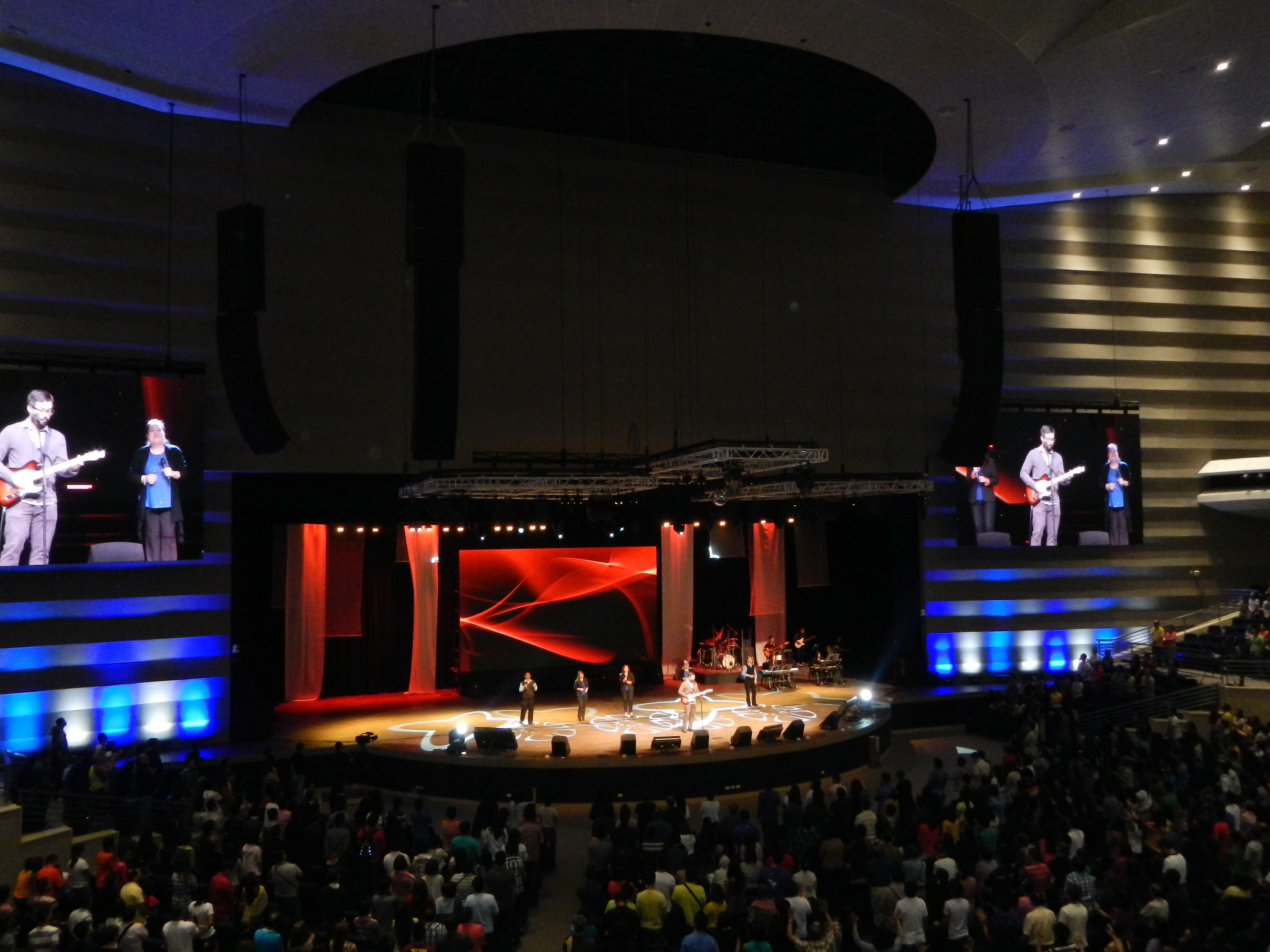
Serviço em Christ's Commission Fellowship Pasig, afiliada com a Christ's Commission Fellowship, em Pasig, Filipinas, 2014.

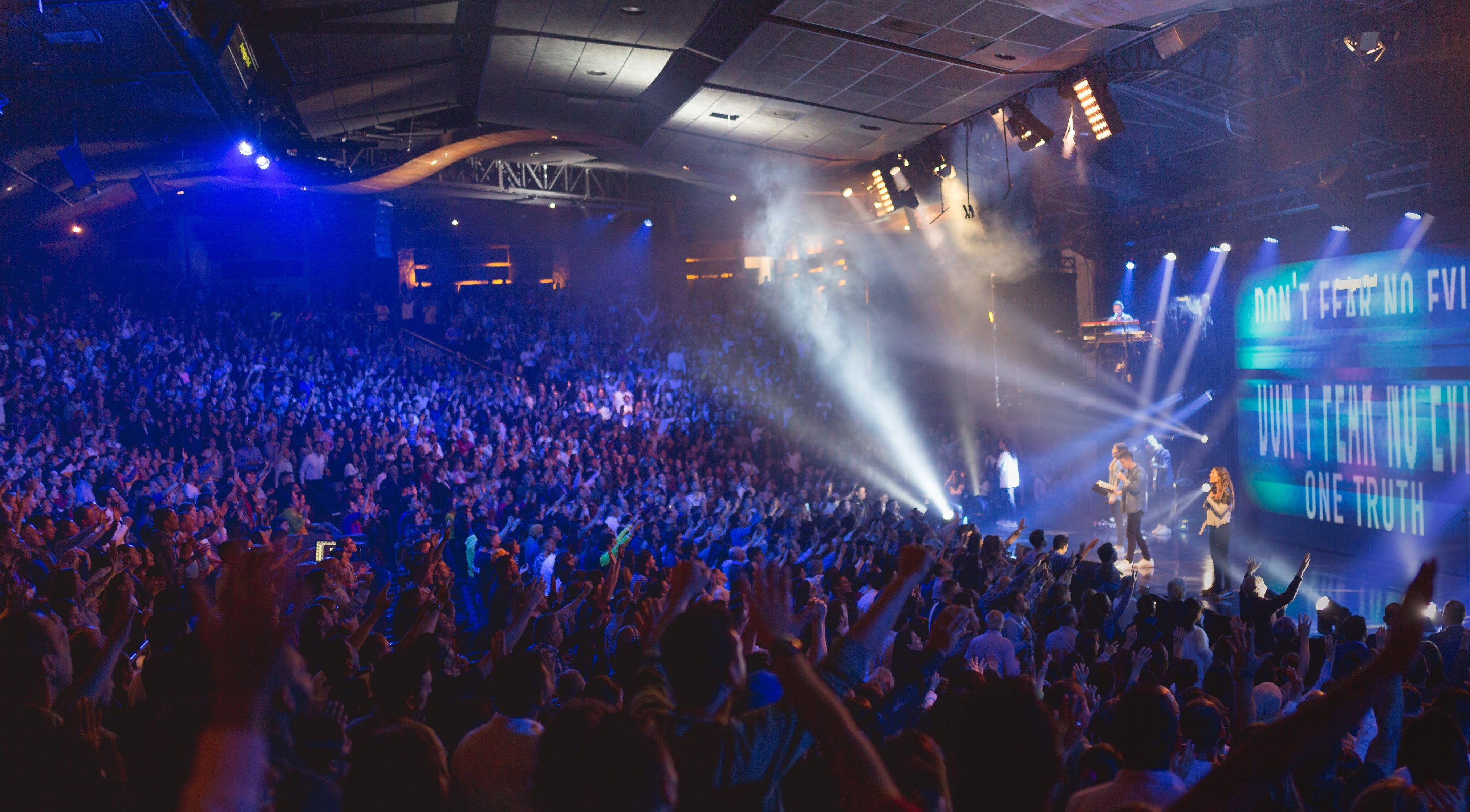
Serviço no El Lugar de Su Presencia em Bogotá, na Colômbia, 2019.

Serviços cristãos tomar proporções impressionantes nas chamadas megaigrejas, onde mais de 2000 pessoas se reúnem. Em algumas dessas megaigrejas, mais de 10.000 pessoas se reúnem todos os domingos. Estes são chamados Gigachurch. Em 2015, havia cerca de 100 gigigrejas nos Estados Unidos. 

## Compartilhando grupos
Os International Fellowship of Evangelical Students são grupos que reúnem estudantes cristãos nos campi em 150 países do mundo para partilhar as suas ideias sobre o Bíblia.
Associação de Homens de Negócio do Evangelho Pleno está presente em mais de 132 países do mundo. As reuniões são realizadas em restaurantes ou outros locais públicos e empresários cristãos estão falando sobre sua fé.

## Controvérsias
Uma doutrina particularmente controversa nas igrejas evangélicas é a da teologia da prosperidade, que se espalhou nas décadas de 1970 e 1980 nos Estados Unidos, principalmente por meio do televangelismo. Esta doutrina é centrada no ensino da fé cristã como um meio de enriquecer-se financeira e materialmente, através de uma "confissão positiva" e uma contribuição para os ministérios cristãos. Promessas de cura divina e prosperidade são garantidos em troca de certos montantes de doações. A fidelidade no dízimo permitiria evitar as maldições de Deus, os ataques do diabo e da pobreza. As ofertas e dízimo ocupam muito tempo nos serviços. Muitas vezes associada ao dízimo obrigatório, esta doutrina é por vezes comparada com um negócio religioso. É criticada por pastores e sindicatos da igreja, como o Conselho Nacional de Evangélicos da França.

### Perturbação do sossego
O barulho dos serviços também costuma gerar reclamações. No Brasil, inúmeras ações têm sido ajuizadas contra igrejas, sob a alegação de perturbação do sossego, com ações resultando desde multas e indenizações até fechamento de igrejas.
A relação entre a liberdade de culto, garantida pela Constituição Federal, e o direito ao sossego e à qualidade de vida, garantida pela mesma constituição, já foi objeto de pesquisas e estudos. Já houve também propostas legislativas no Congresso Nacional visando limitar os ruídos emitidos por igrejas.